# FC Halifax Town
Der FC Halifax Town ist ein englischer Fußballverein aus Halifax in der Grafschaft West Yorkshire. Der Verein wurde im Jahr 2008 als Nachfolger des insolvent gegangenen Klubs Halifax Town AFC gegründet und spielt aktuell in der National League.

## Geschichte

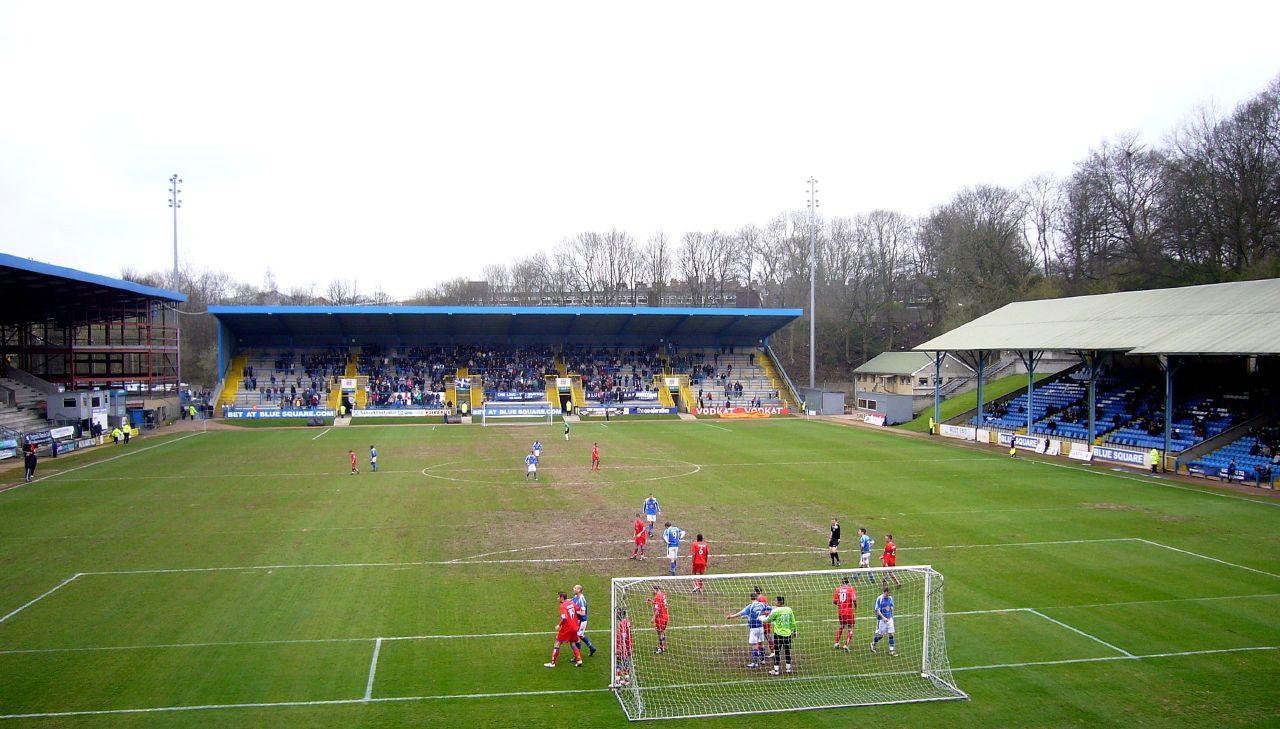
The Shay, das Stadion des FC Halifax Town

### Gründung
Der FC Halifax Town wurde im Jahr 2008, kurz nach der Auflösung des insolvent gegangenen Halifax Town AFC, neu gegründet. Der Verein startete in der Northern Premier League (Division One North), der achten Liga des englischen Fußballs. Zuvor hatte es Diskussionen über eine höhere Einstufung gegeben, welche jedoch von der FA abgelehnt worden war.

### Northern Premier League (2008 bis 2011)
Das erste Spiel unter neuem Namen endete mit einer Niederlage, im Freundschaftsspiel gegen Tamworth, am 19. Juli 2008. Das erste Pflichtspiel in der Northern Premier League ging mit 0:3 gegen Bamber Bridge verloren. Am Ende der Saison 2008/09 belegte der Klub nach einer durchwachsenen Spielzeit mit 17 Siegen, 12 Unentschieden und 11 Niederlagen, den achten Platz.
Im April 2009 wurde Neil Aspin als neuer Cheftrainer vorgestellt, was sich als hervorragende Personalentscheidung erweisen sollte. In der ersten Saison unter Aspin wurde Halifax mit 100 Punkten Meister der Division One North und stieg anschließend in die Premier Division auf. Das Team erzielte dabei 108 Tore. Im FA Cup erreichte Halifax die vierte Qualifikationsrunde, in der man schließlich gegen Wrexham, vor einer Rekordkulisse von 2.843 Zuschauern, mit 0:1 verlor. In der Saison 2010/11 dominierte Halifax erneut die Liga und stieg am Ende mit 98 Punkten in die Conference North auf. Neuzugang Jamie Vardy, welcher später für Leicester City und die englische Nationalmannschaft spielen sollte, schoss 22 der insgesamt 108 erzielten Tore. Im FA Cup schied Halifax erneut in der vierten Qualifikationsrunde aus, ebenfalls gegen eine Mannschaft aus der fünften Liga. Das Spiel gegen Mansfield Town ging mit 0:1 verloren. Am Neujahrstag 2011 gewann man gegen den FC United of Manchester mit 4:1 vor 4.023 Zuschauern, was einen neuen Zuschauerrekord in der Northern Premier League markierte.

### Conference North (2011 bis 2013)
Während der Vorbereitung für die Saison 2011/12 wechselte Top-Stürmer Jamie Vardy zu Fleetwood Town, woraufhin Halifax den späteren Millwall und Stoke-City-Stürmer Lee Gregory verpflichtete. Der Start in die neue Saison verlief zuerst schleppend, wobei man zum ersten Mal in der Vereinsgeschichte die 1. Runde des FA Cups erreichte. Ein im nationalen Fernsehen übertragenes Heimspiel gegen den Tabellenführer der League One, Charlton Athletic. Halifax verlor das Spiel vor 4.601 Zuschauern mit 0:4. Während sich der Klub in der ersten Saisonhälfte noch in der unteren Tabellenhälfte bewegte, erreichte man am Saisonende einen guten, dritten Platz. Die damit verbundenen Aufstiegs-Play-offs verlor der Klub jedoch gegen Gainsborough Trinity und verblieb somit in der Conference North.
Die zweite Saison in der 6. Liga war geprägt von erfolgreichen Pokalspielen und einem weitern Aufstieg in die Conference Premier, der heutigen National League. In der vierten Qualifikationsrunde des FA Cups gelang gegen Lincoln City zuerst ein Unentschieden, bevor man im Wiederholungsspiel mit 0:2 verlor. In der FA Trophy erreichte Halifax das Viertelfinale des Turniers und verlor schließlich gegen den Fünftligisten Dartford. Aufgrund der vielen Pokalspiele und einigen wetterbedingten Verschiebungen kam es zum Ende der Saison zu einigen Nachholspielen. Trotz 12 Spielen in 27 Tagen erreichte man als 5. die Play-offs, wo man sich zuerst im Halbfinale mit 3:1 gegen Guiseley und anschließend mit 1:0 im Finale gegen Brackley Town durchsetzen konnte.

### National League (2013 bis heute)
Zu Beginn der Saison 2013/14 unterzeichnete der bisherige Cheftrainer Neil Aspin einen neuen Zweijahresvertrag. Der Start in die fünfthöchste englische Liga begann mit einer 1:5-Niederlage gegen Cambridge United, bevor man zwei Tage später den ersten Sieg gegen Wrexham einfahren konnte. Nach einer durchwachsenen Hinrunde gewann Halifax ab dem März 2014 neun von zehn Spielen und beendete die Saison auf einem Play-off-Platz, wo man im Halbfinale gegen Cambridge United mit 1:2 verlor.
Im Sommer 2014 wurde der Leistungsträger Lee Gregory für 250.000 Pfund an Millwall verkauft. Er war in den vergangenen drei Saisons jeweils Top-Torschütze des Vereins (mit 18, 20 und 29 Toren). Das Team begann die Saison mit fünf Siegen in Folge und platzierte sich vorerst auf Platz eins der Liga. In der 1. Runde des FA Cups wurde Halifax der langjährige Rivale Bradford City zugelost. Das im Fernsehen übertragene Spiel zog 8.042 Zuschauer an, welche eine knappe 1:2-Niederlage sahen. Da Halifax die guten Leistungen in der Liga nicht halten konnte, rutschte man am Ende der Saison auf den 9. Platz ab.
In der dritten National-League-Saison stieg Halifax Town in die sechste Liga ab. Noch während der Saison wurde Neil Aspin von seinem Amt entbunden und durch Darren Kelly ersetzt. Die folgenden Spiele unter Kellys Leitung gingen unter anderem mit 0:7 gegen Grimsby Town, 1:7 gegen Cheltenham Town und 3:6 gegen Braintree Town verloren,  woraufhin er nach weniger als zwei Monaten im Amt ebenfalls entlassen wurde. Die Spiele unter der Leitung seines Nachfolgers Jim Harvey wurden besser, wobei der Abstieg jedoch nicht verhindert werden konnte. Zwischenzeitlich erreichte Halifax das Finale der FA Trophy 2016 und besiegte Grimsby Town mit 1:0 im Wembley-Stadion.
In der Folgesaison wurde Jim Harvey durch Billy Heath ersetzt, welcher den Klub sofort zurück in die National League führte. Über einen dritten Platz in der Liga erreichte man die Play-offs, wo Halifax im Finale mit 2:1 gegen Chorley gewinnen konnte.
Die Folgejahre verbrachte der Klub durchgehend in der National League, welche bis auf ein Scheitern im Aufstiegs-Playoff gegen Boreham Wood, in der Saison 2019/20, relativ ereignislos verliefen.

## Derbys und Rivalitäten
Laut einer im Jahr 2003 durchgeführten Umfrage sind die drei Hauptrivalen von Halifax der FC Burnley, AFC Rochdale und Huddersfield Town. Die Rivalität mit Burnley begann in den 1980er Jahren, als Burnley in die Fourth Division abstieg und eine Reihe intensiver Spiele gegen den damaligen Halifax Town AFC absolvierte. Obwohl man sich seither sportlich nicht mehr messen konnte, betrachten die Fans von Halifax den FC Burnley immer noch als den größten Rivalen des Clubs und beziehen sich auch in mehreren Gesängen darauf. Gegen den AFC Rochdale spielte Halifax über 100 Mal in der Liga, wobei sich die Rivalität auch aufgrund der geographischen Lage über die Jahre hielt. Rochdale wird als der älteste Rivale des Klubs bezeichnet und von vielen älteren Fans immer noch als Hauptrivale gesehen. Die Rivalität zu Huddersfield geht ebenfalls auf die geographische Nähe der beiden Städte zurück, welche nur circa 13 Kilometer voneinander entfernt liegen. Wie auch gegen Burnley, gab es gegen Huddersfield nur wenige Aufeinandertreffen.

## Trainerhistorie
| Name                                     | von                | bis                | Spiele | Siege | Remis | Niederlagen |
| ---------------------------------------- | ------------------ | ------------------ | ------ | ----- | ----- | ----------- |
| Jim Vince                                | 2. Juli 2008       | 9. April 2009      | 46     | 22    | 10    | 14          |
| Nigel Jemson (Interim)                   | 9. April 2009      | 25. April 2009     | 4      | 0     | 3     | 1           |
| Neil Aspin                               | 28. April 2009     | 17. September 2015 | 332    | 178   | 78    | 76          |
| Gareth McClelland (Interim)              | 17. September 2015 | 1. Oktober 2015    | 3      | 0     | 2     | 1           |
| Darren Kelly                             | 1. Oktober 2015    | 17. November 2015  | 10     | 2     | 1     | 7           |
| Jim Harvey (Interim)                     | 17. November 2015  | 22. Dezember 2015  | 5      | 3     | 2     | 0           |
| Jim Harvey                               | 22. Dezember 2015  | 24. Mai 2016       | 29     | 12    | 9     | 8           |
| Billy Heath                              | 24. Mai 2016       | 31. Januar 2018    | 88     | 38    | 23    | 27          |
| Neil Young (Interim)                     | 31. Januar 2018    | 20. Februar 2018   | 3      | 1     | 1     | 1           |
| Jamie Fullarton                          | 20. Februar 2018   | 15. Juli 2019      | 65     | 20    | 27    | 18          |
| Steve Nichol und Nathan Clarke (Interim) | 15. Juli 2019      | 24. Juli 2019      | 0      | 0     | 0     | 0           |
| Pete Wild                                | 24. Juli 2019      |                    | 123    | 61    | 24    | 38          |

## Sponsoren und Ausrüster
Die traditionellen Vereinsfarben von Halifax Town sind Blau und Weiß, während es für die Trikotgestaltung keinen bestimmten Stil gibt und dieser von Saison zu Saison stark variieren kann. Einen Großteil der Vereinsgeschichte entschied man sich für blaue Trikots, blaue Hosen und blaue Stutzen, was jedoch zwischen 2011 und 2014 unterbrochen wurde. In der Saison 2011/12 entschied man sich für ein blaues Trikot mit schwarzen Zierstreifen und weißen Hosen, in den Saisons 2012/13 und 2013/14 trug man blaue Trikots, weiße Hosen und blaue Stutzen.
Von 2008 bis 2013 wurde Halifax von Vandanel ausgerüstet, bevor man sich nach einer Saison in Trikots von Sondico, für den Sportartikelhersteller Adidas entschied. Seit der Gründung des Vereins gibt es für die Heim- und Auswärtstrikots jeweils unterschiedliche Sponsoren.
| Zeitraum | Ausrüster | Sponsor Heimtrikot               | Sponsor Auswärtstrikot             |
| Zeitraum | Ausrüster | Name                             | Name                               |
| -------- | --------- | -------------------------------- | ---------------------------------- |
| 2008/09  | Vandanel  | Grand Union Railway              | Halton Group                       |
| 2009/10  | Vandanel  | Doodson Broking Group            | Halton Group                       |
| 2010/11  | Vandanel  | Doodson Broking Group            | Polyframe                          |
| 2011/12  | Vandanel  | Doodson Broking Group            | Polyframe                          |
| 2012/13  | Vandanel  | Doodson Broking Group            |                                    |
| 2013/14  | Sondico   | Doodson Broking Group            | MBi Consulting                     |
| 2014/15  | Adidas    | Doodson Broking Group            | MBi Consulting                     |
| 2015/16  | Adidas    | MBi Consulting                   | Integro Doodson                    |
| 2016/17  | Adidas    | Northern Powerhouse Developments | GB Architectural Cladding Products |
| 2017/18  | Adidas    | Northern Powerhouse Developments | GB Architectural Cladding Products |
| 2018/19  | Adidas    | Northern Powerhouse Developments |                                    |
| 2019/20  | Adidas    | CORE Facility Services           | Roxor NUIE                         |
| 2020/21  | Adidas    | CORE Facility Services           | Roxor NUIE                         |

## Erfolge und Statistiken

### Ligaplatzierungen
- Stand: Juni 2021[38]

| Saison  | Liga                                         | Rang | Spiele | S  | U  | N  | T   | G  | TD  | Punkte | Platz | Top Torschütze               | FA Cup                | FA Trophy             | Zuschauerschnitt | Anmerkungen                                               |
| ------- | -------------------------------------------- | ---- | ------ | -- | -- | -- | --- | -- | --- | ------ | ----- | ---------------------------- | --------------------- | --------------------- | ---------------- | --------------------------------------------------------- |
| 2008/09 | Northern Premier League (Division One North) | 8    | 40     | 17 | 12 | 11 | 71  | 52 | +19 | 63     | 8/21  | Ashley Stott (15)            | Qualifikation Runde 2 | Vorrunde              | 1.165            |                                                           |
| 2009/10 | Northern Premier League (Division One North) | 8    | 42     | 30 | 10 | 2  | 108 | 38 | +70 | 100    | 1/22  | James Dean (27)              | Qualifikation Runde 4 | Qualifikation Runde 3 | 1.432            | Aufstieg                                                  |
| 2010/11 | Northern Premier League (Premier Division)   | 7    | 42     | 30 | 8  | 4  | 108 | 36 | +72 | 98     | 1/22  | Jamie Vardy (22)             | Qualifikation Runde 4 | Qualifikation Runde 2 | 1.630            | Aufstieg                                                  |
| 2011/12 | Conference North                             | 6    | 42     | 21 | 11 | 10 | 80  | 59 | +21 | 74     | 3/22  | Lee Gregory (18)             | Runde 1               | Qualifikation Runde 3 | 1.422            | Play-off-Niederlage gegen Gainsborough Trinity            |
| 2012/13 | Conference North                             | 6    | 42     | 21 | 12 | 9  | 86  | 38 | +48 | 75     | 5/22  | Lee Gregory (20)             | Qualifikation Runde 4 | Viertelfinale         | 1.222            | Aufstieg nach Sieg im Play-off-Finale gegen Brackley Town |
| 2013/14 | Conference Premier                           | 5    | 46     | 22 | 11 | 13 | 85  | 58 | +27 | 77     | 5/24  | Lee Gregory (29)             | Runde 1               | Runde 1               | 1.600            | Play-off-Niederlage gegen Cambridge United                |
| 2014/15 | Conference Premier                           | 5    | 46     | 17 | 15 | 14 | 60  | 54 | +6  | 66     | 9/24  | Lois Maynard (11)            | Runde 1               | Qualifikation Runde 4 | 1.472            |                                                           |
| 2015/16 | National League                              | 5    | 46     | 12 | 12 | 22 | 55  | 82 | −27 | 48     | 21/24 | Jordan Burrow (14)           | Runde 1               | Sieg                  | 1.546            | Abstieg                                                   |
| 2016/17 | National League North                        | 6    | 42     | 24 | 8  | 10 | 81  | 43 | +38 | 80     | 3/22  | Tom Denton (16)              | Runde 2               | Qualifikation Runde 3 | 1.810            | Aufstieg nach Play-off-Sieg gegen den FC Chorley          |
| 2017/18 | National League                              | 5    | 46     | 13 | 16 | 17 | 48  | 58 | −10 | 55     | 16/24 | Tom Denton/Matty Kosylo (10) | Qualifikation Runde 4 | Runde 2               | 1.726            |                                                           |
| 2018/19 | National League                              | 5    | 46     | 13 | 20 | 13 | 44  | 43 | +1  | 59     | 16/24 | Devante Rodney (7)           | Runde 2               | Runde 2               | 1.553            |                                                           |
| 2019/20 | National League                              | 5    | 37     | 17 | 7  | 13 | 50  | 49 | +1  | 58     | 6/24  | Liam McAlinden (10)          | Qualifikation Runde 4 | Runde 3               | 2.141            | Play-off-Niederlage gegen FC Boreham Wood                 |
| 2020/21 | National League                              | 5    | 42     | 19 | 8  | 15 | 63  | 54 | +9  | 65     | 10/24 | Jake Hyde (12)               | Qualifikation Runde 4 | Runde 3               |                  |                                                           |

### Vereinstitel
National League North
- Play-off-Sieger: 2012/13, 2016/17

FA Trophy
- Sieger: 2015/16, 2022/23

Northern Premier League (Premier Division)
- Meister: 2010/11

Northern Premier League (Division One North)
- Meister: 2009/10

West Riding County Cup
- Sieger: 2012/13

### Rekorde von Spielern

#### Spieler mit den meisten Einsätzen
- Stand: Juni 2021[38]

Die folgende Tabelle listet die Spieler mit den meisten Einsätzen für den FC Halifax Town auf. Gelistet werden Spieler mit 100 oder mehr Einsätzen.
| Saisons   | Spieler       | Spiele |
| --------- | ------------- | ------ |
| 2011–2018 | Scott McManus | 250    |
| 2009–2014 | Danny Lowe    | 169    |
| 2012–2016 | Matt Glennon  | 157    |
| 2008–2012 | Tom Baker     | 145    |
| 2010–2014 | Lee Gregory   | 145    |
| 2010–2013 | Liam Hogan    | 111    |
| 2014–2017 | Kevin Roberts | 106    |
| 2013–2015 | Matty Pearson | 105    |
| 2009–2012 | James Dean    | 101    |
| 2013–2016 | James Bolton  | 100    |

#### Spieler mit den meisten Toren
- Stand: Juni 2021[38]

Die folgende Tabelle listet die Spieler mit den meisten Toren für den FC Halifax Town auf. Gelistet werden Spieler mit 15 oder mehr Toren.
| Saisons   | Spieler          | Tore |
| --------- | ---------------- | ---- |
| 2010–2014 | Lee Gregory      | 94   |
| 2009–2012 | James Dean       | 53   |
| 2010–2012 | Danny Holland    | 27   |
| 2016–2018 | Tom Denton       | 27   |
| 2010–2011 | Jamie Vardy      | 25   |
| 2009–2011 | Richard Marshall | 24   |
| 2008–2012 | Tom Baker        | 22   |
| 2009–2012 | Nick Gray        | 20   |
| 2013–2015 | Lois Maynard     | 19   |
| 2016–2019 | Matty Kosylo     | 18   |
| 2012–2014 | Dan Gardner      | 16   |
| 2008–2009 | Ashley Stott     | 15   |

### Vereinsbestmarken
- Höchste Zuschauerzahl: 8.042, gegen Bradford City, FA Cup 1. Runde, 9. November 2014
- Höchste Zuschauerzahl in der Liga: 4.023, gegen den FC United of Manchester, Northern Premier League (Premier Division), 1. Januar 2011
- Niedrigste Zuschauerzahl: 295, gegen Retford United, Northern Premier League President’s Cup, 16. Dezember 2008
- Niedrigste Zuschauerzahl in der Liga: 778, gegen Warrington Town, Northern Premier League (Division One North), 16. September 2008
- Höchste durchschnittliche Zuschauerzahl: 2.141, Saison 2019/20
- Höchste Siege: 8:1, gegen Ossett Town, 18. Januar 2011. 7:0, gegen Hinckley United, 5. März 2013
- Höchste Niederlage: 0:7, gegen Grimsby Town, 13. Oktober 2015
- Die meisten Tore in einem Spiel: 9, gegen Ossett Town, 18. Januar 2011, gegen Braintree Town, 14. November 2015, gegen Ossett Albion, 8. November 2016
- Längste Serie ohne Niederlage: 19, 2. März 2010 bis 24. August 2010
- Längste Siegesserie: 10, 18. September 2010 bis 16. November 2011
- Längste Serie ohne Sieg: 12, 3. April 2015 bis 29. August 2015
- Die meisten Ligaspiele in Folge verloren: 8, 11. April 2015 bis 18. August 2015
- Die meisten Ligaspiele in Folge unentschieden: 6, 7. März 2015 bis 24. März 2015